# Sergueï Guerassimov (peintre)
Pour les articles homonymes, voir Guerassimov.
Sergueï Vassilievitch Guerassimov (en russe : Серге́й Васи́льевич Гера́симов) est un peintre russe, né en 1885 et mort en 1964. À partir de 1930, sa peinture s'engage dans la voie du réalisme socialiste.
Après avoir été élève à l'École Stroganov (1901-1907), puis à l'École de peinture, de sculpture et d'architecture de Moscou (1907-1912), il voyagea à l'étranger et ses premières œuvres se ressentent de l'influence impressionniste. À partir de 1930, sa peinture s'engage dans la voie du Réalisme socialiste (La Fête au kolkhoze, 1937, Saint-Pétersbourg, Musée russe) ; la guerre oriente le choix de ses thèmes, comme La Mère du partisan (1943, Galerie Tretiakov), mais c'est finalement dans le paysage (La Glace fond, 1945, Moscou, Gal. Tretiakov) et dans l'illustration de livres qu'il réussit le mieux.